# Rattenberg (Wernberg-Köblitz)
Rattenberg ist ein Ortsteil der oberpfälzischen Marktgemeinde Wernberg-Köblitz im Landkreis Schwandorf des Regierungsbezirks Oberpfalz im Freistaat Bayern.

## Geografie
Der landwirtschaftlich geprägte Ort Rattenberg liegt an der nordöstlichen Grenze von Wernberg-Köblitz, auf den südlichen Höhen oberhalb der Luhe auf knapp 500 Metern Höhe, ca. 1 km nordwestlich von Glaubendorf und 7 km nordöstlich von Wernberg.

## Etymologie
Der Ortsname Rattenberg ist recht häufig. Beispiele sind Rattenberg in Niederbayern, Rattenberg am Inn, Rattenberg in Nordrhein-Westfalen, Rattenberg in Tirol, Rattenberg bei Salzburg usw.
Die Bedeutung des Ortsnamens in der Oberpfalz lässt sich nicht eindeutig bestimmen. Gerade die relativ späte Nennung des Namens in den Urkunden erschwert die Analyse, da sich die ältesten Schreibweisen und die sprachliche Veränderungen nach bisherigem Forschungsstand nicht überliefert haben. Die Ableitung vom alten Personennamen „Rapoto“ (Rado, Rato oder Reido) dürfte zumindest im Gebiet der früheren Mark Nabburg zutreffend sein. Eine Verbindung zu den Ratpotonen-Diepoldingern, die um die Mitte des 11. Jahrhunderts dort einen Stützpunkt hatten und aktiv den Landesausbau vorantrieben ist grundsätzlich denkbar.

## Geschichte
Als älteste bisher bekannte Erwähnung taucht Rattenberg auf, als ein Hof zu Rattenberg zusammen mit dem Zehent von Köttlitz an die Kirche Pfreimd kam.
Obwohl das Gebiet in unmittelbarer Nähe der Burg Leuchtenberg lag, scheint es erst mit den Fuchssteiner’schen Gütern in die Landgrafschaft gekommen zu sein. Auffallend ist, dass die Leuchtenberger in ihrem ältesten Leuchtenberger Lehenbuch 1396/99 Rattenberg nicht erwähnen.
Am 8. Oktober 1408 wird von einem größeren Geschäft berichtet, dass der Hans Losaner auf Woppenhof zwei Höfe in „Rechenberg“ und zwei Höfe in Schwarzberg und den öden Hof zu „Teimdorf“ von Konrad Römer gekauft hatte. Die Familie Römer war in Nabburg ansässig.
Es dürfte wohl bis in die früheste Zeit zurückreichen, dass die Pfarrei Luhe Pfründe, Zehentrechte und Kirchenlaibe Brot aus dem Dorf beanspruchte. Diese Leistungen wurden dann später immer wieder verkauft und verpfändet. Noch 1669 bezog die Pfarrei Luhe Einkünfte aus Rattenberg. Abgaben gingen jedoch z. B. auch an Glaubendorf, Rothenstadt und Köblitz.  Aus der Urkunde vom 10. Oktober 1432 wird deutlich, dass der große und kleine Zehent zu Rakenberg (Rattenberg) von Ulrich Waldauer zu Waldau zu Lehen rührte. Diesen kaufte der Gröbmüllner Markart Willenreutter von den Brüdern Ulrich und Albrecht Pommer. Dieser Zehent kam später zur Altalmosenstiftung in Weiden.
Nicht nur die Weidener Almosenstiftung hatte Rechte in Rattenberg. Am 30. August 1455 verkaufte Heinrich Fronberger seinen Hof zu „Reickenberg“ (wohl Rattenberg), auf dem der Heinl saß zu freiem Eigen. Vorausgegangen waren hier der Besitzerwerb der Losauer auf Woppenhof und in deren Nachfolge der Übergang zu den verschwägerten Fronbergern.
Als die Fuchssteiner 1509 die Hofmark Glaubendorf an den Landgrafen Johann IV. von Leuchtenberg verkauften, waren sechs Güter in Rattenberg Teil des Geschäftes.
Der Erwerb der Zehente zu Rattenberg durch das Almosen zu Weiden liegt in den Jahren zwischen 1520 und 1525, wobei anfangs noch die Hälfte des Zehents dem Hans Paugler gehörte, dessen Kinder um 105 Gulden ihren Hälfteanteil auch dem Almosen überlassen haben. Im 16. Jahrhundert wurden diese Zehenten von den Vertretern der Almosenstiftung selbst eingesammelt und ertrugen jährlich meist 60 Zentner, 1698 auch Erbsen und ab 1741 Erdäpfel. Später wurde der Zehent gegen feste Abgaben der Bauern verpachtet; aber der Ertrag wurde immer weniger.
1830 wurden die ursprünglich selbständigen Gemeinden Glaubendorf mit Gröbmühle und Schwarzberg sowie Glaubenwies mit Rattenberg zu einer Gemeinde vereinigt.
Kirchlich gehörte Rattenberg in frühester Zeit zum weiten Pfarrsprengel von Luhe, dann nach Michldorf und ab der Pfarreineugründung im 16. Jahrhundert zu Glaubendorf.